# Leupung
Leupung (auch „Leupueng“) ist ein indonesischer Bezirk in der Provinz Aceh Besar in der Nähe der Stadt Banda Aceh, der Hauptstadt der teilautonomen Region Aceh auf der Insel Sumatra.

## Geschichte
Durch das Erdbeben im Indischen Ozean 2004 erlebte der Bezirk sein Armageddon. Betrug die Bevölkerung vor dem Erdbeben etwa 10.000 Menschen, wurde diese durch den darauf folgenden Tsunami bis auf wenige hundert Menschen ausgelöscht. Seitdem stieg die Zahl wieder an und betrug im Jahr 2010, beim letzten Zensus, 2553 Einwohner. Es gab bzw. gibt nun wieder sechs Dörfer in Leupung: Deah, Meunasah Mesjid, Meunasah Bak U, Lamseunia, Pulot und Layeun. 